# Palestra pública
Palestra Pública es una serie escrita para televisión en el año 2009 y qué será publicada en el 2011, trata sobre la vida del personaje ficticio Andrés Bautista quien estudió periodismo e ingresa a trabajar a la revista Palestra pública. Esta serie es ambientada a partir de 1985 y tiene como trasfondo los hechos más relevantes de la historia de Colombia.

## Sinopsis comercial
Detrás de la revista “Palestra Pública” y de sus trabajadores se esconden muchos secretos. Andrés Bautista, un joven de 26 años, periodista sin vocación, pretende ingresar en esta con el fin de encontrar la verdad alrededor de la desaparición de su madre en un sospechoso accidente automovilístico. Con la ayuda de sus colegas Natalia, Samuel, Verónica, Wilson y Laura, y evadiendo los obstáculos que le ponen Rita y Rubén sus jefes inescrupulosos; Andrés luchará por revelar el misterio de su vida, mientras se involucra emocionalmente con los hechos más importantes del país, siendo testigo directo de la historia de Colombia y entendiendo que la verdad es más difícil aceptarla que descubrirla.

## Argumento
Andrés Bautista periodista de 26 años llega a la revista palestra pública con el objetivo de encontrar la verdad sobre lo ocurrido con su familia, en especial con Mariana su madre, cuya desapareció luego de un accidente de tránsito hace 8 años se ha vuelto una obsesión para él. Rubén Acosta director y fundador de la revista contrató a Andrés únicamente para poder controlar lo que el averigüe, de hecho Rubén fundó la revista para encubrir actos de corrupción y otros hechos políticos que el gobierno de turno le pide que oculte.
Natalia, Samuel, Verónica y Wilson serán los compañeros de Andrés en la revista algunos de ellos lo ayudaran en su búsqueda, otros como Rita Narváez,  la inflexible y severa jefe de redacción no serán de mucha ayuda, pero todos al igual que Andrés fueron contratados por Rubén para entorpecer sus investigaciones y manipular la verdad. Por esta razón él no podrá confiar en ninguno de ellos completamente, únicamente en Laura la nueva secretaria que entra a trabajar al mismo tiempo en la revista y en Natalia, una rebelde periodista quien tiene muy poco respeto a la autoridad.
Será en la revista Palestra Pública en donde Andrés y sus compañeros crecerán personal y profesionalmente, vivirán todo tipo de situaciones, discusiones, peleas, accidentes, atentados, amores, celebraciones y tristezas, pero al final aprenderán el valor que tiene la verdad y que lo más difícil de conocer la verdad es aceptarla y el mismo Andrés Bautista entenderá que su familia se encuentra más cerca de lo que él se imagina.

## Personajes
Andrés Bautista Periodista. Muy inteligente pero de carácter depresivo, inestable y a veces inseguro, se siente una persona vacía y no es capaz de confiar casi en nadie, está obsesionada con la desaparición de Mariana su madre y es su único objetivo. Sin cualidades para el periodismo pero si con una empatía que lo lleva a interesarse por los problemas de los demás, a pesar de sentirse muy desubicado en la vida en el fondo es una persona con bastante sentido común.
Rubén Acosta Fundador y dueño de la revista.  Inteligente y manipulador, sabe cómo tratar a las personas y engañarlas. Utiliza los intereses y necesidades de los demás para su propio beneficio, de carácter firme y acostumbrado a que la gente se cumpla lo que él dice, nunca acepta un no por respuesta.  A pesar de todo en el fondo es una persona amable, tal vez obligado por las circunstancias a actuar de la manera en que lo hace.  
Laura Villamil Secretaria. Joven de clase baja, decidida pero ingenua algunas veces, es muy activa y buena trabajadora. Honesta, alegre e inocente, se preocupa mucho por los demás y todos la consideran una persona tierna, tiene la capacidad de caerle bien a todo el mundo, sumisa y con respeto por la autoridad, pero haría lo que fuera por su familia y las personas que quiere. 
Natalia Piedrahita Periodista, cree firmemente en el periodismo y en la verdad. Idealista, irreverente y con poco respeto a la autoridad, alegra, divertida e incluso sarcástica, es una persona que mantiene una barrera emocional hacia los demás, no quiere que nadie sepa que es inestable emocionalmente y no que sabe cómo mantener una relación estable. Muchas veces no se detiene a pensar, es una persona imparcial pero a veces muy desenfrenada en cuanto a su trabajo, es de las personas que saca conclusiones sin tener todas las pruebas aunque muy pocas veces su olfato periodístico se equivoca.
Rita Narváez jefe de redacción del periódico, es una persona muy seria, severa, decidida y de carácter fuerte e inflexible, algo solitaria y madre de dos hijos, es muy estricta en su trabajo, no le importa mucho lo que piensen de ella y es de las personas que no le da miedo decir la verdad, en especial cuando al trabajo se refiere, nunca ríe ni comparte con los demás integrantes de la revista. Haría lo que fuera por la revista y por Rubén el fundador de la misma.
Samuel Posada Periodista y Politólogo, editor de la revista. Cordial y de trato agradable siempre y cuando las cosas estén bien, ya que puede pasar muy rápidamente a ser una persona poco amable, iracundo, de mal genio y fácilmente irritable. Soltero, nunca se casó y nunca tuvo un trabajo que durara más de 3 años, todo debido al gravísimo problema de alcohol que tiene, por eso mismo sus sueños se han frustrado, sin embargo nunca ha incumplido con un solo artículo, periodista de la antigua escuela que cree en la verdad y en la forma de conseguirla. 
Verónica Rodríguez Periodista e historiadora. Madre soltera, tiene una hija de 6 años que es la razón para ella vivir. Es la más inteligente del grupo graduada con honores y bastante suspicaz, pero al mismo tiempo es una persona retraída y bastante tímida, nunca ríe ni conversa con nadie y solo responde con monosílabos, pero es la periodista investigativa más destacada de su generación. Su curiosidad, su inteligencia y un increíble sexto sentido la llevaran siempre a encontrar muy fácilmente la verdad.
Mary Jane Arlington Periodista inglesa, es una joven seria, recatada y muy trabajadora, acostumbrada a los lujos pero poseedora de un gran talento. Alegre cuando se siente cómoda con alguien pero de resto muy reservada, fina en sus gustos pero en el fondo ella es sencilla y tierna. Al igual que verónica posee la facilidad de llevar una investigación hasta encontrar la verdad sin esforzarse demasiado, trata muy bien a los demás pero está acostumbrada a reflejar lo que no es, es muy buena mentirosa y eso lo sabe utilizar muy bien.
Wilson Gonzales Fotógrafo. Humilde, con pocos estudios pero muy conocedor de su trabajo, altivo pero algunas veces hipócrita y casi siempre de buen genio cuando es necesario, es una persona celoso y muy enamorado de Natalia, siempre hará lo que ella le pida.
Alejandro Bautista Desempleado. Inestable y rencoroso, celoso de su hermano por la atención que este recibía,  comparte con él la obsesión sobre el paradero de Mariana pero a diferencia de Andrés, Alejandro está dispuesto a todo por encontrar a su madre sin importar las consecuencias, es de las personas que buscaría pelea por todo simplemente por el placer de ver a una persona perder los estribos, solitario y poco amigable, su único contacto con el mundo real es su hermano, cosa qué a él no lo hace muy feliz.
Alberto Iglesias Político. Manipulador, mentiroso, disfruta con engañar a las personas, detrás de su fachada de estrato 6 se oculta una persona despreciable que se alegra con el mal ajeno y que es feliz al ver como sus decisiones afectan considerablemente el curso de la vida de los demás. Es una persona sin escrúpulos pero aun así es fiel a los corruptos que él representa, disfruta mucho de su trabajo y de la posición de poder que este le brinda, sin embargo es una de las personas más inteligentes dentro de su círculo político, suspicaz, de carácter tranquilo y capaz de pensar analíticamente hasta en la peor situación.

## Primera temporada
La primera temporada de la serie se compone de 24 capítulos cada uno de 40 minutos de duración aproximadamente.
AVISO: La información que se describe a continuación datos relevantes sobre la primera temporadas, así como el final y resolución de la misma.
| Temporada | Capítulo | "Piloto" | Escrito por       |
| --------- | -------- | --- | ----------------- |
| 1         | 1        | Andrés llega a la revista buscando información sobre el paradero de Mariana, quien desapareció luego de un accidente de tránsito hace más de 8 años, Andrés Natalia y Wilson deciden cubrir la toma del palacio de justicia a pesar de la orden dada por don Rubén de no hacerlo. Don Rubén censura los artículos de verónica sobre el palacio al parecer debido a un favor presidencial. Samuel se opone a la censura y se enfrenta con Rita. Andrés le pide ayuda a Laura para encontrar a Mariana y descubrir que oculta Rubén, ambos deben averiguar quién es Ricardo de la fuente. | Andrés Serrato H. |